# Бокс-Елдер (Монтана)
Бокс-Елдер (англ. Box Elder) — переписна місцевість (CDP) в США, в окрузі Гілл штату Монтана. Населення — 85 осіб (2020).

## Географія
Бокс-Елдер розташований за координатами 48°19′23″ пн. ш. 110°1′4″ зх. д. / 48.32306° пн. ш. 110.01778° зх. д. (48.323050, -110.017664).  За даними Бюро перепису населення США в 2010 році переписна місцевість мала площу 2,04 км², уся площа — суходіл.

## Демографія
Згідно з переписом 2010 року, у переписній місцевості мешкало 87 осіб у 26 домогосподарствах у складі 21 родини. Густота населення становила 43 особи/км².  Було 35 помешкань (17/км²).
Расовий склад населення:
| - 49,4 % — корінних американців - 37,9 % — білих - 4,6 % — осіб інших рас |

До двох чи більше рас належало 8,0 %. Частка іспаномовних становила 8,0 % від усіх жителів.
За віковим діапазоном населення розподілялося таким чином: 34,5 % — особи молодші 18 років, 62,1 % — особи у віці 18—64 років, 3,4 % — особи у віці 65 років та старші. Медіана віку мешканця становила 26,8 року. На 100 осіб жіночої статі у переписній місцевості припадало 112,2 чоловіків;  на 100 жінок у віці від 18 років та старших — 111,1 чоловіків також старших 18 років.
За межею бідності перебувало 43,4 % осіб, у тому числі 61,5 % дітей у віці до 18 років та 0,0 % осіб у віці 65 років та старших.
Цивільне працевлаштоване населення становило 25 осіб. Основні галузі зайнятості: мистецтво, розваги та відпочинок — 48,0 %, освіта, охорона здоров'я та соціальна допомога — 36,0 %, транспорт — 12,0 %, роздрібна торгівля — 4,0 %.